# Plum Creek (Wirginia)
Plum Creek – jednostka osadnicza w Stanach Zjednoczonych, w stanie Wirginia, w hrabstwie Montgomery.